# Spolni sustav
Spolni sustav su sustavi organa u ženskom i muškom organizmu kojima je osnovna uloga razmnožavanje. Za razliku od ostalih sustava organa, organi spolnog sustav se znatno razlikuje među različitim spolovima iste vrste. Spolni sustav čovjeka uključuje vanjske spolne organe i unutarnje spolne organe. Neke skupine kralježnjaka imaju velike sličnosti u građi spolnih sustava mužjaka i ženki koji se uglavnom sastoje od spolnih žlijezda, različitih vodova i otvora. Postoje, međutim, znatne razlike u fizičkim prilagodbama kao i strategijama razmnožavanja unutar svake grupe kralježnjaka.

## Spolni sustav čovjeka

### Razvoj
Razvoj spolnog sustav čovjeka je usko povezan s razvojem mokraćnog sustava. Iako se spolni sustavi odraslog muškarca i žene znatno razlikuju, oboje polaze iz iste embrionalne osnove. Spol čovjeka određen je genetski već kod oplodnje. Do kraja 6. tjedna unutarmaterničnog razvoja preteče spolnih organa razvijaju se jednako. Pod utjecajem posebnog dijela kromosoma Y, engl. naziva sex determining region – SRY, dolazi do diferencijacije u muški spolni sustav. Gen koji se nalazi u dijelu SRY, čimbenik određenja testisa (engl. testis determining factor – TDF) izravno usmjerava razvoj u muški spol. Ako TDF nije prisutan dolazi do razvoja ženskog spolnog sustava.
Muški i ženski spolni sustav imaju različite organe koje potiču iz iste osnove i imaju iste funkcije:
| Muški organ         | Ženski organ            | Ista funkcija                     |
| ------------------- | ----------------------- | --------------------------------- |
| Cowperove žlijezde  | Bartholinijeve žlijezde | Izlučivanje lubrikanata.          |
| Penis               | Dražica                 | Erektilno tkivo i podražaj        |
| Sjemenik            | Jajnik                  | Stvaranje gameta                  |
| Predstojna žlijezda | Skeneova žlijezda       | Ejakulacijska tekućina i podražaj |

### Muški spolni sustav
Organi muškog spolnog sustav su sjemenik (lat. testis), pasjemenik (lat. epididymis), sjemenovod (lat. ductus deferens), sjemeni mjehurići (lat. vesiculae seminales), mlaznični vod (lat. ductus ejaculatorius), predstojna žlijezda (lat. prostata), gomoljno-crijevne žlijezde (lat. glandulae bulbo-urethrales) i muški spolni ud (lat. penis). Sjemenici, pasjemenici, sjemenovodi, sjemeni mjehurići i mlazični vodovi su parni organi smješteni u zdjelici.

### Ženski spolni sustav
Organi ženskog spolnog sustav su jajnik (lat. ovarium), jajovod (lat. tuba uterina), maternica (lat. uterus), rodnica (lat. vagina), stidnica (lat. vulva). Jajnici i jajovodi su parni organi smješteni u zdjelici.